# Brian
För andra betydelser, se Brian (olika betydelser).
Brian, även Bryan, är ett anglosaxiskt mansnamn. Det kan betyda "hög, ädel".

## Personer med namnet Brian
- Brian Aldiss (1925–2017), brittisk författare
- Brian Babin (född 1948), amerikansk politiker
- Brian Boru
- Brian Cassidy
- Brian Connolly (1945–1997), brittisk sångare
- Brian Cowen (född 1960), irländsk politiker
- Brian De Palma (född 1940), amerikansk regissör
- Brian Donohoe (född 1948), brittisk politiker
- Brian Duffy (född 1953), amerikansk astronaut
- Brian Eno (född 1948), brittisk musiker
- Brian Epstein (1934–1967), brittisk manager
- Brian Fitkin (född 1946), brittisk karateutövare
- Brian Grant
- Brian Griffin
- Brian Hart (1936–2014), brittisk racerförare
- Brian Jacques (1939–2011), brittisk författare
- Brian Johnson (född 1947), brittisk sångare
- Brian Jones (1942–1969), brittisk musiker
- Brian Lara (född 1969), trinidadisk cricketspelare
- Brian Lumley (1937–2024), brittisk författare
- Brian Marshall (född 1973), amerikansk musiker
- Brian May (född 1947), brittisk musiker och astrofysiker
- Brian Murphy (född 1961), kanadensisk politiker
- Brian Ortega (född 1991), amerikansk MMA-utövare
- Brian Poole (född 1941), brittisk sångare
- Brian Schweitzer (född 1955), amerikansk politiker
- Brian Setzer (född 1959), amerikansk musiker
- Brian Storseth (född 1978), kanadensisk politiker
- Brian White (1957–2015), brittisk politiker
- Brian Wickens (född 1947), nyzeeländsk fribrottare
- Brian Wikström (1935–1989), svensk filmproducent
- Brian Wilson (född 1942), amerikansk musiker

## Personer med namnet Bryan
- Bryan Adams (född 1959), kanadensisk musiker
- Bryan Larsen
- Bryan MacLean (1947–1998), amerikansk musiker
- Bryan Winter
- Bryan Ferry (född 1945), brittisk musiker